# Big West Conference (pallavolo femminile)
La Big West Conference è una delle 32 conference di pallavolo femminile affiliate alla NCAA Division I, la squadra vincitrice accede di diritto al torneo NCAA.

## Membri

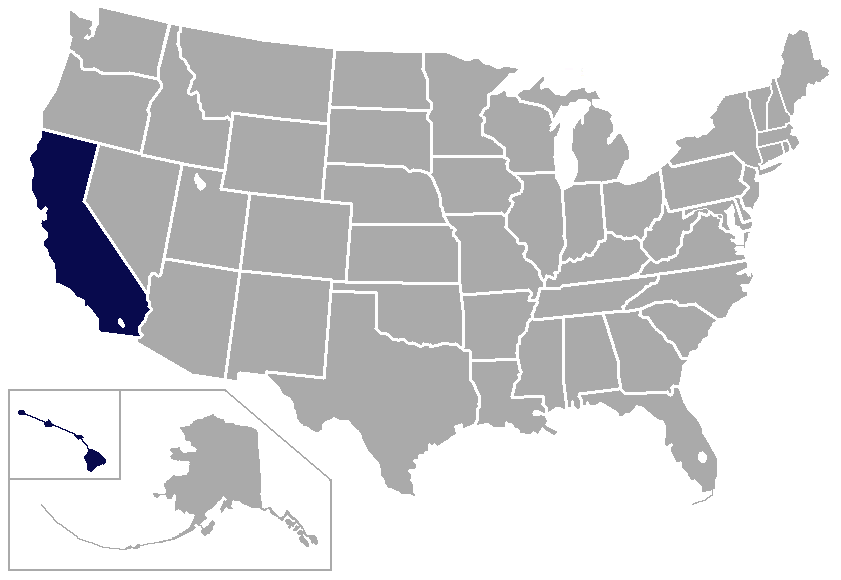

| Squadra          | Sede            | Stato      | Fondazione | Soprannome     | Affiliazione |
| ---------------- | --------------- | ---------- | ---------- | -------------- | ------------ |
| UC Davis         | Davis           | California | 1974       | Aggies         | 2007         |
| UC Irvine        | Irvine          | California | 1977       | Anteaters      | 1984         |
| Cal Poly         | San Luis Obispo | California | 1979       | Mustangs       | 1996         |
| UC Riverside     | Riverside       | California | 1965       | Highlanders    | 2001         |
| UC San Diego     | San Diego       | California | 1976       | Tritons        | 2020         |
| UC Santa Barbara | Santa Barbara   | California | 1975       | Gauchos        | 1984         |
| CSU Bakersfield  | Bakersfield     | California | 1976       | Roadrunners    | 2020         |
| CSU Fullerton    | Fullerton       | California | 1976       | Titans         | 1985         |
| CSU Long Beach   | Long Beach      | California | 1964       | The Beach      | 1985         |
| CSU Northridge   | Los Angeles     | California | 1975       | Matadors       | 2001         |
| Hawaii           | Honolulu        | Hawaii     | 1972       | Rainbow Wahine | 2012         |

### Ex membri
| College          | Ingresso | Uscita |
| ---------------- | -------- | ------ |
| UN Las Vegas     | 1984     | 1985   |
| Pacific          | 1984     | 2012   |
| San Diego State  | 1985     | 1989   |
| CSU Fresno       | 1986     | 1991   |
| San José State   | 1986     | 1995   |
| New Mexico State | 1990     | 1999   |
| Utah State       | 1990     | 2004   |
| UN Reno          | 1992     | 1999   |
| Boise State      | 1996     | 2000   |
| Idaho            | 1996     | 2004   |
| North Texas      | 1996     | 1999   |

## Arene
| Squadre          | Arene                           | Capacità |
| ---------------- | ------------------------------- | -------- |
| UC Davis         | The Pavilion                    | 5 931    |
| UC Irvine        | Bren Events Center              | 6 000    |
| Cal Poly         | Robert A. Mott Athletics Center | 3 032    |
| UC Riverside     | SRC Arena                       | ?        |
| UC San Diego     | RIMAC Arena                     | 4 000    |
| UC Santa Barbara | The Thunderdome                 | 6 000    |
| CSU Bakersfield  | Icardo Center                   | 3 497    |
| CSU Fullerton    | Titan Gym                       | 4 000    |
| CSU Long Beach   | Walter Pyramid                  | 4 200    |
| CSU Northridge   | The Matadome                    | 2 000    |
| Hawaii           | Stan Sheriff Center             | 10 300   |

## Albo d'oro
| Dal 1984 al 1987 la competizione è denominata Pacific Coast Athletic Association |                                        |                                         |                          |
| 1984 Dettagli                                                                    | Cal Poly                               | Pacific                                 | UC Santa Barbara         |
| 1985 Dettagli                                                                    | Pacific                                | Cal Poly                                | Hawaii UC Santa Barbara  |
| 1986 Dettagli                                                                    | Pacific                                | Hawaii                                  | San José State           |
| 1987 Dettagli                                                                    | Hawaii                                 | Pacific                                 | San José State           |
| Dal 1988 la competizione è denominata Big West Conference                        |                                        |                                         |                          |
| 1988 Dettagli                                                                    | Hawaii                                 | Pacific                                 | CSU Long Beach           |
| 1989 Dettagli                                                                    | Hawaii                                 | Pacific                                 | CSU Long Beach           |
| 1990 Dettagli                                                                    | Hawaii                                 | UC Santa Barbara                        | Pacific                  |
| 1991 Dettagli                                                                    | CSU Long Beach                         | Hawaii Pacific                          | -                        |
| 1992 Dettagli                                                                    | CSU Long Beach                         | Pacific                                 | UC Santa Barbara         |
| 1993 Dettagli                                                                    | CSU Long Beach UC Santa Barbara        | -                                       | Hawaii                   |
| 1994 Dettagli                                                                    | CSU Long Beach                         | Hawaii                                  | UC Santa Barbara Pacific |
| 1995 Dettagli                                                                    | Hawaii                                 | UC Santa Barbara                        | Pacific                  |
| 1996 Dettagli                                                                    | CSU Long Beach                         | Pacific                                 | UC Santa Barbara Idaho   |
| 1997 Dettagli                                                                    | CSU Long Beach                         | UC Santa Barbara                        | Pacific                  |
| 1998 Dettagli                                                                    | CSU Long Beach                         | UC Santa Barbara Pacific                | -                        |
| 1999 Dettagli                                                                    | Pacific                                | CSU Long Beach                          | UC Santa Barbara         |
| 2000 Dettagli                                                                    | Pacific                                | UC Santa Barbara                        | CSU Long Beach           |
| 2001 Dettagli                                                                    | CSU Long Beach                         | Pacific                                 | UC Santa Barbara         |
| 2002 Dettagli                                                                    | UC Santa Barbara                       | CSU Long Beach                          | Cal Poly                 |
| 2003 Dettagli                                                                    | UC Santa Barbara                       | UC Irvine CSU Long Beach CSU Northridge | -                        |
| 2004 Dettagli                                                                    | UC Santa Barbara                       | CSU Long Beach Pacific                  | -                        |
| 2005 Dettagli                                                                    | CSU Long Beach UC Santa Barbara        | -                                       | Cal Poly                 |
| 2006 Dettagli                                                                    | Cal Poly                               | CSU Long Beach                          | UC Santa Barbara         |
| 2007 Dettagli                                                                    | Cal Poly                               | CSU Long Beach                          | UC Irvine                |
| 2008 Dettagli                                                                    | CSU Long Beach                         | UC Irvine                               | Cal Poly                 |
| 2009 Dettagli                                                                    | CSU Long Beach                         | UC Santa Barbara UC Irvine UC Davis     | -                        |
| 2010 Dettagli                                                                    | CSU Fullerton                          | Cal Poly CSU Long Beach                 | -                        |
| 2011 Dettagli                                                                    | CSU Long Beach                         | UC Santa Barbara                        | CSU Northridge           |
| 2012 Dettagli                                                                    | Hawaii                                 | CSU Long Beach                          | CSU Northridge           |
| 2013 Dettagli                                                                    | Hawaii CSU Northridge UC Santa Barbara | -                                       | -                        |
| 2014 Dettagli                                                                    | CSU Long Beach                         | Hawaii                                  | UC Davis                 |
| 2015 Dettagli                                                                    | Hawaii                                 | CSU Long Beach                          | Cal Poly                 |
| 2016 Dettagli                                                                    | Hawaii                                 | CSU Long Beach                          | Cal Poly                 |
| 2017 Dettagli                                                                    | Cal Poly                               | Hawaii                                  | UC Irvine                |
| 2018 Dettagli                                                                    | Cal Poly                               | Hawaii                                  | UC Irvine                |
| 2019 Dettagli                                                                    | Hawaii                                 | Cal Poly                                | UC Santa Barbara         |
| 2020                                                                             | Non disputato                          | Non disputato                           | Non disputato            |
| 2021 Dettagli                                                                    | Hawaii                                 | UC Santa Barbara                        | Cal Poly                 |
| 2022 Dettagli                                                                    | Hawaii                                 | UC Santa Barbara                        | CSU Long Beach Cal Poly  |
| 2023 Dettagli                                                                    | UC Santa Barbara                       | Hawaii Cal Poly                         | -                        |
| 2024 Dettagli                                                                    | Hawaii                                 | Cal Poly                                | -                        |

## Palmarès
| Squadre          | Titoli | Stagioni                                                                     |
| ---------------- | ------ | ---------------------------------------------------------------------------- |
| CSU Long Beach   | 13     | 1991, 1992, 1993, 1994, 1996, 1997, 1998, 2001, 2005, 2008, 2009, 2011, 2014 |
| Hawaii           | 13     | 1987, 1988, 1989, 1990, 1995, 2012, 2013, 2015, 2016, 2019, 2021, 2022, 2024 |
| UC Santa Barbara | 7      | 1993, 2002, 2003, 2004, 2005, 2013, 2023                                     |
| Cal Poly         | 5      | 1984, 2006, 2007, 2017, 2018                                                 |
| Pacific          | 4      | 1985, 1986, 1999, 2000                                                       |
| CSU Fullerton    | 1      | 2010                                                                         |
| CSU Northridge   | 1      | 2013                                                                         |